# Ulkan
Ulkan (ros. Улькан) – osiedle typu miejskiego w Rosji, w obwodzie irkuckim, w rejonie kazaczińsko-leńskim. W 2010 liczyło 5412 mieszkańców.